# Prolacertiformes

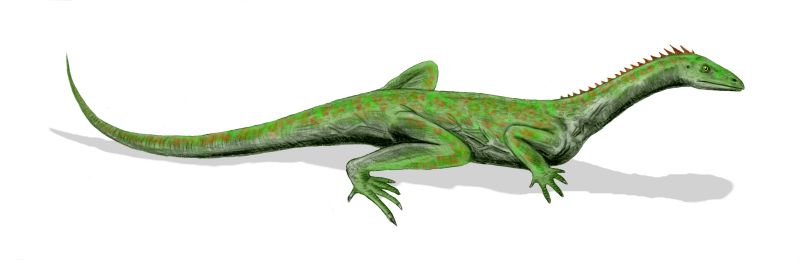
Macrocnemus, um prolacertiforme da Europa.

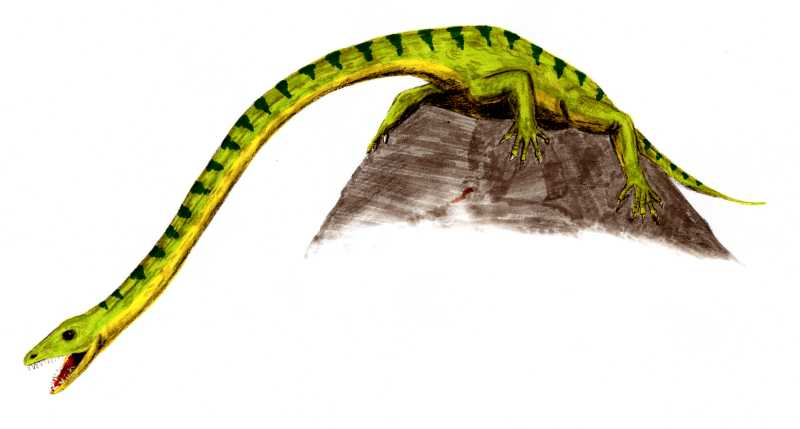
Tanystropheus, um prolacertiforme semi-aquático.

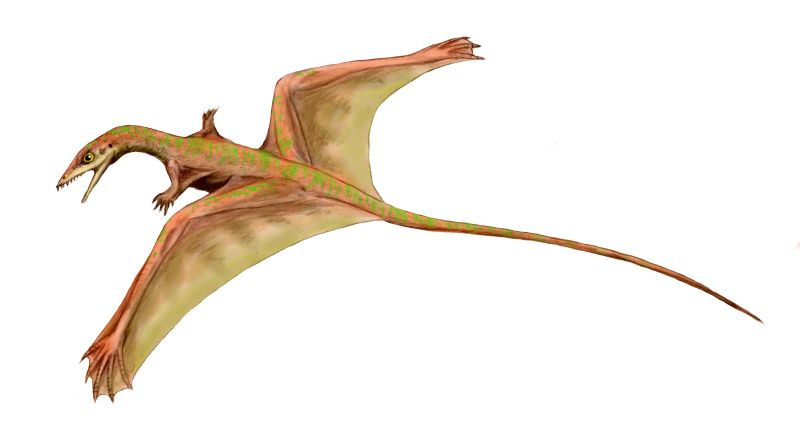
Sharovipteryx, um prolacertiforme planador.

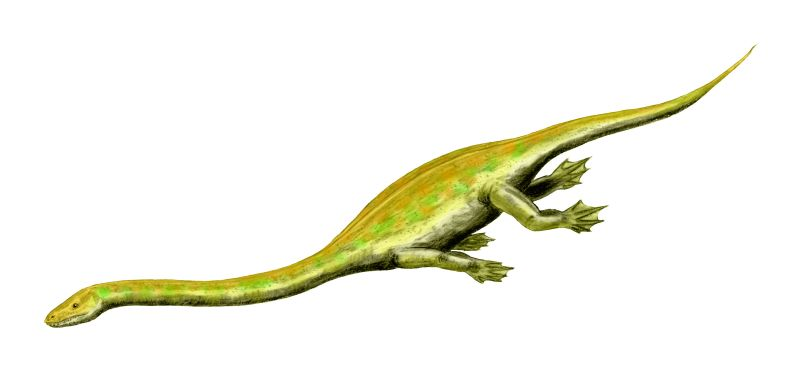
Dinocephalosaurus, um prolacertiforme aquático.

Prolacertiformes é uma ordem de répteis pré-históricos que viveram durante os períodos Permiano e Triássico. A ordem inclui muitos répteis pré-históricos bizarros, incluindo o curioso planador Sharovipteryx e o de pescoço longo Tanystropheus. Enquanto muitos répteis prolacertiformes aparentam ter sido arborícolas, outros podem ter sido aquáticos.

Outros répteis enigmáticos que já pensou-se que pertenciam a esse grupo são o Longisquama e os Drepanosauridae (que agora pertencem ao grupo Avicephala); e os famosos répteis voadores, os pterossauros (que não são dinossauros, ao contrário da crença popular).

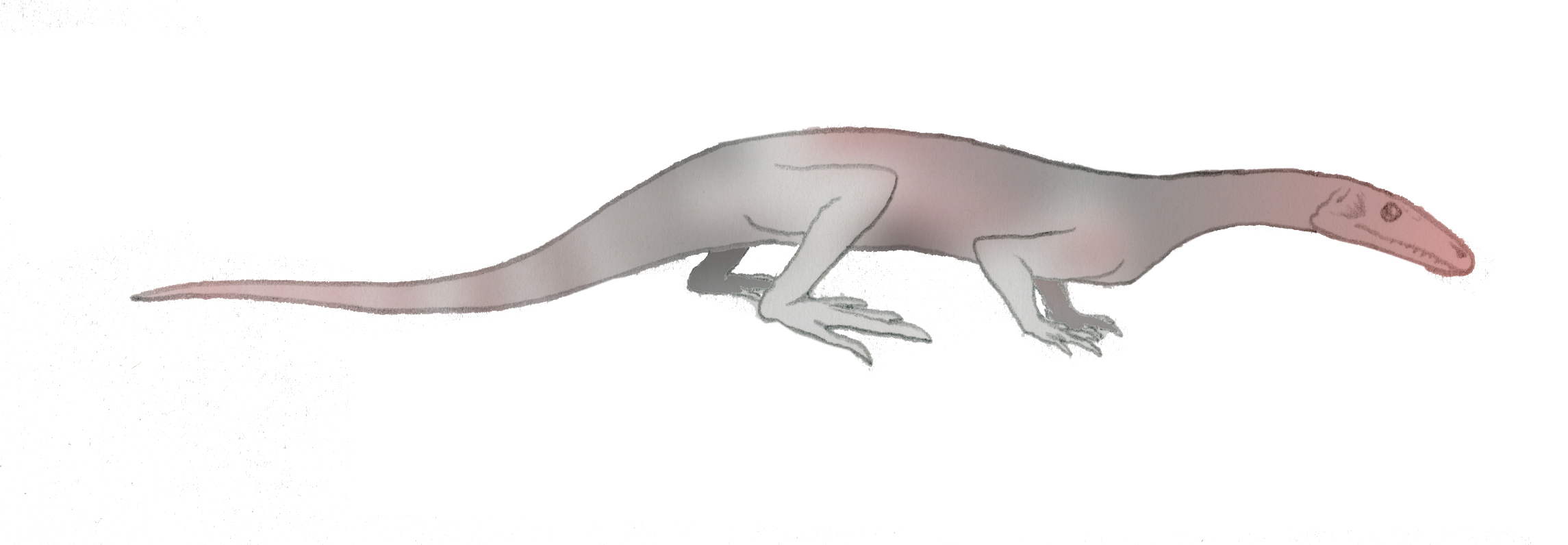
Prolacerta broomi

## Classificação
- Ordem Prolacertiformes
  - Gwyneddosaurus
  - Família Protorosauridae
    - Protorossauros

  - FamíliaProlacertidae
    - Kadimakara
    - Pamelaria
    - Prolacerta

  - Jesairosaurus
  - Malerisaurus
  - Macrocnemus
  - Langobardisaurus
  - Boreopricea
  - Cosesaurus
  - Família Sharovipterygidae
    - Sharovipteryx

  - Família Tanystrophidae
    - Tanytrachelos
    - Tanystropheus
    - Dinocephalosaurus